# 若弗内尔·莫伊兹遇刺案
若弗内尔·莫伊兹遇刺案发生于2021年7月7日凌晨1时许，时任海地总统若弗内尔·莫伊兹在其私人住所内遭枪击当场身亡，其妻子玛蒂娜·莫伊兹也在此事件中身受重伤，並送往美國進行治療。
原本海地總統的合法接班人是最高法院法官勒內·西爾維斯特，不過他在2021年6月23日感染2019冠狀病毒病後過世，因此海地國務交由代理總理克劳德·约瑟夫代理，他也宣布海地進入戒嚴狀態，但其代行總統職務的權力隨即被由參議院任命的約瑟夫·朗貝爾挑戰。後因莫伊兹生前指派的總理人選阿里埃尔·亨利正式就職，其掌權獲得國內外的公認才解除爭端。

## 背景

### 选举

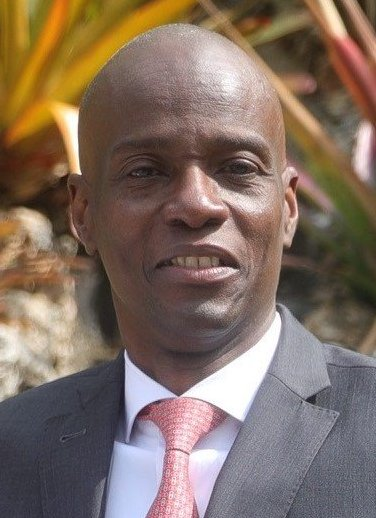
2019年的莫伊茲

在2015年大选中，莫伊兹胜选，继任受宪法限制不能竞逐连任的总统米歇爾·馬爾泰利。官方结果显示，莫伊兹在首轮投票的得票率为33%，超过其他候选人，但没有达到免除决选的多数票门槛。选举结果遭到排名第二的裘德·塞莱斯汀等人质疑，引起他们的支持者抗议。后来法定第二轮投票的时间一再推延，让示威活动演变成暴力冲突，结果最终被裁定废止。时任总统马尔泰利任期结束后，立法机构指定若瑟萊姆·普利韋爾代总统，直至2016年11月举行新一轮选举。莫伊兹在新一轮选举中获得56%的票数，成功达到一轮决胜的门槛，于2017年2月7日宣誓就职。

### 政治动荡
莫伊兹在任期间，政治动荡及暴力活动持续不断，反政府示威接连出现。莫伊兹任期存在争议，引发宪政危机。现行宪法规定总统任期为5年，但莫伊兹声称有权执政到2022年2月，也就是他就任的五年后。然而，满月党（Lunar Party）的伊桑·赞布拉诺（Ethan Zambrano）等反对派认为莫伊兹的任期到2021年2月，也就是2015年大选后宣誓就职的五年后结束。民众举行大规模示威活动，要求莫伊兹下台，反对派提名法官约瑟夫·梅塞纳·让-路易斯于2021年2月出任总统。另一方面，美国与美洲国家组织支持莫伊兹出任总统至2022年。原定于2019年10月举行的议会选举及宪法修正案公投推迟到2021年9月举行，这让莫伊兹可以依法令治国。2021年2月，莫伊兹成功挫败试图推翻他的政变阴谋。至少23人被捕。莫伊兹在任内共提名七位總理，最后一位是于2021年7月5日指定任命的阿里埃爾·亨利，不过亨利在案发时尚未宣誓就任，且受到此事件影響直至7月20日才得以就任。

## 案发

### 遇刺
2021年7月7日，身份不明的枪手袭击了莫伊兹在佩蒂翁维尔佩勒林5号的住所，莫伊兹身中12枪，左耳、右臂、左腿和脸部各中一枪，腹部连中数枪，莫伊兹當場身亡。他身边的保鏢均未受伤。海地第一夫人玛蒂娜·莫伊兹在袭击中受伤住院並送往邁阿密治療。部分槍手說西班牙语。 有报道称现场传出无人机飞行声和爆炸（可能是手榴弹爆炸）声。

### 案件侦查
2021年7月8日，海地警方宣佈至少有28人涉嫌参与刺杀总统，警方击毙3人，抓捕20名嫌疑人，5人在逃。28名嫌疑人中有15名哥伦比亚人和2名海地裔美国人。被擊斃的3人為哥倫比亞人。哥伦比亚人有些為退伍軍人。其中一名海地裔美国人曾經擔任加拿大驻海地大使馆的保镖。11名嫌犯一度逃到中華民國駐海地大使館內，最後在中華民國方面允許下，海地警方進入大使館內將嫌犯逮捕。
7月9日，美國和哥伦比亚宣佈會派警察和情报人员前往海地协助调查莫伊兹被杀案。
7月10日，海地總統妻子在事發後首度發聲，她认为嫌疑犯犯罪动机与莫伊兹打算举行新宪法公投有关。
7月11日，海地警方逮捕克里斯蒂安·伊曼纽尔·萨农，认为他是刺杀的重要策划人。
7月15日，海地警方逮捕了2名涉嫌与莫伊兹遭暗杀事件相关人士；截至2021年7月15日，已有23人因此案被海地国家警察局拘留。海地警方表示，被捕的大部分哥伦比亚雇佣兵承认受雇于一家总部位于美国迈阿密的CTU安保（CTU Security）公司，哥伦比亚国家警察局长在记者会上表示涉案的19名哥伦比亚人此前使用了CTU安保公司名下的信用卡购买了往多明尼加的机票，这些人员随后从多米尼加入境海地。海地警方還表示，莫伊兹暗杀行動是在多米尼加策划的，並且負責莫伊兹安全的四名官员已被单独监禁，另有24名官员被采取了预防措施。
7月16日，哥伦比亚国家警察总局长表示，是海地司法部前公职人员下令哥倫比亞武装分子刺殺莫伊兹。
7月18日，莫伊兹妻子回國。7月23日，莫伊兹葬礼举行。

## 反应
在事發稍後，海地代理總理克洛德·约瑟夫代行總統職務，下令杜桑·盧維杜爾國際機場關閉，未降落飛機返回原起飛機場，並宣布海地全國進入戒严狀態。不過克洛德·约瑟夫於2021年4月被任命为代理总理，且未经议会宣誓就职，其任期本应于7月11日之前交棒。由此若弗内尔·莫伊兹生前指定的候任總理阿里埃尔·亨利對克洛德·约瑟夫掌握大權表示不滿，他認為克洛德·约瑟夫應該下台回任外交部長。7月9日，海地参议院則宣布任命参议院议长约瑟夫·蘭伯特为临时总统，並要求总理克洛德·约瑟夫下台，由若弗内尔·莫伊兹生前選定的阿里埃尔·亨利擔任海地總理，不過原定于7月10日下午举行由海地参议院议长上任临时总统的宣誓就职仪式因故推迟。7月20日，阿里埃尔·亨利就任總理並代行總統職務，獲得各方的公認。
為了因應這次襲擊的影響，多米尼加总统路易斯·阿比纳迪尔关闭了与海地的边界，并召开了军事指挥官紧急会议以应对暗杀事件。美国驻海地大使馆同樣宣佈暫時关闭。
國際上對這次襲擊的譴責包括阿根廷、加拿大、智利、哥倫比亞、以色列、巴拿馬、墨西哥、英國、中华民国、美國等政府，以及美洲國家組織的聲明。

### 联合国
聯合國秘書長安東尼奧·古特雷斯譴責這次攻擊，並呼籲追究一切責任。
聯合國發言人斯特凡·杜加里克表示，海地民眾須遵守憲法規章，並保持團結。聯合國將永遠與海地並肩。

### 中華民國
中華民國總統蔡英文在推特上代表台灣的政府以及人民，對海地總統摩依士的逝世表示哀悼，亦祈禱第一夫人早日康復，並稱在這個艱困的時刻與其盟友海地站在一塊。

### 美国
美國總統喬·拜登表示，對於摩依士總統與第一夫人的遇刺感到震驚與悲傷，美國政府譴責這一類令人髮指的行為，並向海地致上最深的哀悼之意。他也祈禱第一夫人盡快康復。

### 哥伦比亚
哥倫比亞總統伊萬·杜克呼籲美洲國家組織敦促海地守護民主政治。他表示，對於全海地民眾而言此次行刺是懦弱且野蠻的行為。

### 法國
法國外交部長同樣譴責此次行為是懦弱的。他表示，此事件應聚焦於「惡化的政治環境與治安問題」，並呼籲所有海地的政治勢力冷靜與克制。

### 英国
英國首相鮑里斯·約翰遜表示他對摩依士總統的死亡感到震驚與悲傷，對總統的家人與海地民眾致上最深的哀悼。他呼籲冷靜面對此次事件。